# Copycat Killer
Copycat Killer es un extended play de la cantante estadounidense Phoebe Bridgers con el multinstrumentista estadounidense Rob Moose. Fue publicado el 20 de noviembre de 2020 a través de Dead Oceans, con una edición de vinilo publicada el 4 de diciembre del mismo año. El EP presenta versiones orquestales revisadas del segundo álbum de estudio de Bridgers, Punisher con arreglos hechos por Moose.

## Promoción
El álbum fue originalmente anunciado el 10 de noviembre de 2020, con la versión de Copycat Killer de "Kyoto" siendo publicada como sencillo promocional con un video musical publicado el mismo día.

## Lista de canciones
| N.º | Título              | Escritor(es)                                  | Duración |  |
| 1.  | «Kyoto»             | Phoebe Bridgers, Morgan Nagler, Marshall Vore | 3:01     |  |
| 2.  | «Savior Complex»    | Bridgers, Christian Lee Hutson, Conor Oberst  | 3:24     |  |
| 3.  | «Chinese Satellite» | Bridgers, Hutson, Oberst                      | 3:30     |  |
| 4.  | «Punisher»          | Bridgers, Oberst, Vore                        | 2:56     |  |

## Posicionamiento
| Gráfica (2020)        | Pico de posición |
| --------------------- | ---------------- |
| US Top Current Albums | 80               |